# IIHF Continental Cup 2016/17
Der IIHF Continental Cup 2016/17 war die 20. Austragung des von der Internationalen Eishockey-Föderation IIHF ausgetragenen Wettbewerbs. Das Turnier begann am 30. September 2016, das Super-Finale fand vom 13. bis 15. Januar 2017 statt. Insgesamt nahmen 19 Mannschaften aus ebenso vielen europäischen Ländern an den insgesamt sechs Turnieren teil.

## Modus
- Der Sieger des Continental Cups erhielt ein Startrecht für die Champions Hockey League (CHL) der folgenden Spielzeit
- Kein Teilnehmer war automatisch für das Finalturnier qualifiziert, d. h. alle Mannschaften mussten sich über Qualifikationsturniere der verschiedenen Runden für das Super-Finale qualifizieren
- Am Continental Cup dürfen Mannschaften aus den Ländern der Gründungsligen der CHL nicht teilnehmen (Schweden, Finnland, Tschechien, Schweiz, Deutschland, Österreich)

## Turnierübersicht und Teilnehmer
| Runde        | Datum                                 | Gruppe   | Austragungsort                           | Teilnehmer                                                              | Zuschauer | Zuschauer |
| ------------ | ------------------------------------- | -------- | ---------------------------------------- | ----------------------------------------------------------------------- | --------- | --------- |
| Runde        | Datum                                 | Gruppe   | Austragungsort                           | Teilnehmer                                                              | Gesamt    | Schnitt   |
| Erste Runde  | 30. September 2016 – 2. Oktober 2016  | Gruppe A | Wintersportpalast Sofia Sofia, Bulgarien | SK Irbis-Skate HK Partizan Belgrad Zeytinburnu Belediyesi SK HC Bat Yam | 1.629     | 0271      |
| Zweite Runde | 21. Oktober 2016 – 23. Oktober 2016   | Gruppe B | Pabellón de Hielo de Jaca Jaca, Spanien  | Nottingham Panthers HK Liepāja CH Jaca Zeytinburnu Belediyesi SK        | 3.900     | 0650      |
| Zweite Runde | 21. Oktober 2016 – 23. Oktober 2016   | Gruppe C | Stadion Zimowy w Tychach Tychy, Polen    | GKS Tychy DVTK Jegesmedvék CSM Dunărea Galați HDD Acroni Jesenice       | 6.000     | 1.000     |
| Dritte Runde | 18. November 2016 – 20. November 2016 | Gruppe D | Odense Isstadion Odense, Dänemark        | Ducs d’Angers Odense Bulldogs HK Donbass Donezk Nottingham Panthers     | 3.027     | 504       |
| Dritte Runde | 18. November 2016 – 20. November 2016 | Gruppe E | Ritten Arena Ritten, Italien             | HK Schachzjor Salihorsk Ritten Sport HK Beibarys Atyrau GKS Tychy       | 5.135     | 855       |
| Super-Finale | 13. Januar 2017 – 15. Januar 2017     | Gruppe F | Ritten Arena Ritten, Italien             | Ritten Sport Nottingham Panthers HK Beibarys Atyrau Odense Bulldogs     | 6.521     | 1.086     |

## Erste Runde
Die Spiele der ersten Runde fanden vom 30. September bis 2. Oktober 2016 in Sofia (Bulgarien) statt. Teilnehmer waren der HK Partizan Belgrad (Serbien), der HC Bat Yam (Israel), der SK Irbis-Skate (Bulgarien) und Zeytinburnu Belediyesi SK (Türkei).
Der Sieger der Ersten Runde qualifizierte sich für die zweite Runde. Dort traf er auf die sieben bereits für die zweite Runde gesetzten Mannschaften.
Gruppe A
| 30. September 2016 16:00 Uhr (OESZ) | HK Partizan Belgrad | 5:4 (2:2, 0:1, 3:1) Spielbericht | HC Bat Yam | Wintersportpalast Sofia, Sofia Zuschauer: 150 |

| 30. September 2016 20:15 Uhr | Zeytinburnu Belediyesi SK | 5:1 (1:0, 0:1, 4:1) Spielbericht | SK Irbis-Skate | Wintersportpalast Sofia, Sofia Zuschauer: 520 |

| 1. Oktober 2016 13:30 Uhr | HK Partizan Belgrad | 3:8 (1:3, 2:0, 0:5) Spielbericht | Zeytinburnu Belediyesi SK | Wintersportpalast Sofia, Sofia Zuschauer: 149 |

| 1. Oktober 2016 17:00 Uhr | SK Irbis-Skate | 6:4 (2:0, 1:2, 3:2) Spielbericht | HC Bat Yam | Wintersportpalast Sofia, Sofia Zuschauer: 420 |

| 3. Oktober 2016 13:00 Uhr | HC Bat Yam | 2:19 (0:5, 1:6, 1:8) Spielbericht | Zeytinburnu Belediyesi SK | Wintersportpalast Sofia, Sofia Zuschauer: 40 |

| 3. Oktober 2016 17:00 Uhr | SK Irbis-Skate | 2:4 (1:2, 1:1, 0:1) Spielbericht | HK Partizan Belgrad | Wintersportpalast Sofia, Sofia Zuschauer: 350 |

| Pl. |                           | Sp | S | OTS | OTN | N | Tore  | Punkte |
| 1.  | Zeytinburnu Belediyesi SK | 3  | 3 | 0   | 0   | 0 | 32:06 | 9      |
| 2.  | HK Partizan Belgrad       | 3  | 2 | 0   | 0   | 1 | 12:14 | 6      |
| 3.  | SK Irbis-Skate            | 3  | 1 | 0   | 0   | 2 | 09:13 | 3      |
| 4.  | HC Bat Yam                | 3  | 0 | 0   | 0   | 3 | 10:30 | 0      |

## Zweite Runde
Die zweite Runde des Continental Cups wurde vom 21. bis zum 23. Oktober 2016 in zwei Gruppen ausgespielt. Die Spielorte waren Jaca in Spanien (mit Gastgeber CH Jaca, HK Liepāja (Lettland), Nottingham Panthers (Vereinigtes Königreich) und dem Qualifikanten aus der ersten Runde Zeytinburnu Belediyesi SK aus der Türkei), sowie Tychy in Polen (mit Gastgeber GKS Tychy, CSM Dunărea Galați (Rumänien), den HDD Acroni Jesenice (Slowenien) und DVTK Jegesmedvék (Ungarn)).
Die Erstplatzierten der beiden Gruppen erreichten die dritte Runde und trafen dort auf die für die 3. Runde gesetzten Mannschaften.

### Gruppe B
| 21. Oktober 2016 16:30 Uhr (MESZ) | HK Liepāja | 8:1 (1:0, 4:1, 3:0) Spielbericht | Zeytinburnu Belediyesi SK | Pabellón de Hielo de Jaca, Jaca Zuschauer: 300 |

| 21. Oktober 2016 20:00 Uhr | CH Jaca | 2:13 (2:6, 0:5, 0:2) Spielbericht | Nottingham Panthers | Pabellón de Hielo de Jaca, Jaca Zuschauer: 800 |

| 22. Oktober 2016 16:30 Uhr | Nottingham Panthers | 12:1 (3:0, 5:0, 4:1) Spielbericht | Zeytinburnu Belediyesi SK | Pabellón de Hielo de Jaca, Jaca Zuschauer: 200 |

| 22. Oktober 2016 20:00 Uhr | HK Liepāja | 10:2 (2:1, 4:0, 4:1) Spielbericht | CH Jaca | Pabellón de Hielo de Jaca, Jaca Zuschauer: 1.000 |

| 23. Oktober 2016 16:30 Uhr | Nottingham Panthers | 3:1 (2:1, 1:0, 0:0) Spielbericht | HK Liepāja | Pabellón de Hielo de Jaca, Jaca Zuschauer: 750 |

| 23. Oktober 2016 20:00 Uhr | Zeytinburnu Belediyesi SK | 7:3 (1:1, 3:2, 3:0) Spielbericht | CH Jaca | Pabellón de Hielo de Jaca, Jaca Zuschauer: 850 |

| Pl. |                           | Sp | S | OTS | OTN | N | Tore  | Punkte |
| 1.  | Nottingham Panthers       | 3  | 3 | 0   | 0   | 0 | 28:04 | 9      |
| 2.  | HK Liepāja                | 3  | 2 | 0   | 0   | 1 | 19:06 | 6      |
| 3.  | Zeytinburnu Belediyesi SK | 3  | 1 | 0   | 0   | 2 | 09:23 | 3      |
| 4.  | CH Jaca                   | 3  | 0 | 0   | 0   | 3 | 07:30 | 0      |

### Gruppe C
| 21. Oktober 2016 15:30 Uhr (MESZ) | DVTK Jegesmedvék | 4:1 (0:1, 2:0, 2:0) Spielbericht | HDD Acroni Jesenice | Stadion Zimowy w Tychach, Tychy Zuschauer: 100 |

| 21. Oktober 2016 19:00 Uhr | CSM Dunărea Galați | 0:12 (0:3, 0:2, 0:7) Spielbericht | GKS Tychy | Stadion Zimowy w Tychach, Tychy Zuschauer: 1.450 |

| 22. Oktober 2016 14:30 Uhr | DVTK Jegesmedvék | 5:1 (1:0, 1:0, 3:1) Spielbericht | CSM Dunărea Galați | Stadion Zimowy w Tychach, Tychy Zuschauer: 100 |

| 22. Oktober 2016 18:00 Uhr | GKS Tychy | 1:2 n. V. (0:0, 1:0, 0:1, 0:1) Spielbericht | HDD Acroni Jesenice | Stadion Zimowy w Tychach, Tychy Zuschauer: 1.600 |

| 23. Oktober 2016 14:30 Uhr | HDD Acroni Jesenice | 3:2 n. P. (1:1, 1:1, 0:0, 0:0, 1:0) Spielbericht | CSM Dunărea Galați | Stadion Zimowy w Tychach, Tychy Zuschauer: 100 |

| 23. Oktober 2016 18:00 Uhr | GKS Tychy | 5:2 (2:1, 0:1, 3:0) Spielbericht | DVTK Jegesmedvék | Stadion Zimowy w Tychach, Tychy Zuschauer: 2.650 |

| Pl. |                     | Sp | S | OTS | OTN | N | Tore  | Punkte |
| 1.  | GKS Tychy           | 3  | 2 | 0   | 1   | 0 | 18:04 | 7      |
| 2.  | DVTK Jegesmedvék    | 3  | 2 | 0   | 0   | 1 | 11:07 | 6      |
| 3.  | HDD Acroni Jesenice | 3  | 0 | 2   | 0   | 1 | 06:07 | 4      |
| 4.  | CSM Dunărea Galați  | 3  | 0 | 0   | 1   | 2 | 03:20 | 1      |

## Dritte Runde
Die dritte Runde des Continental Cups wurde vom 18. bis zum 20. November 2016 in zwei Gruppen ausgespielt. Die Spielorte waren Odense in Dänemark (mit Gastgeber Odense Bulldogs, Ducs d’Angers (Frankreich), den HK Donbass Donezk (Ukraine) und dem Qualifikanten der Gruppe B Nottingham Panthers aus Vereinigtes Königreich) sowie Ritten in Italien (mit Gastgeber Ritten Sport, HK Schachzjor Salihorsk (Belarus), HK Beibarys Atyrau (Kasachstan) und dem Qualifikanten aus der Gruppe C GKS Tychy aus Polen).
Die jeweils zwei Erstplatzierten der beiden Gruppen erreichten die Finalrunde.

### Gruppe D
| 18. November 2016 16:00 Uhr (MEZ) | HK Donbass Donezk | 2:3 (1:0, 1:2, 0:1) Spielbericht | Ducs d’Angers | Odense Isstadion, Odense Zuschauer: 426 |

| 18. November 2016 20:00 Uhr | Odense Bulldogs | 4:5 (1:2, 1:2, 2:1) Spielbericht | Nottingham Panthers | Odense Isstadion, Odense Zuschauer: 684 |

| 19. November 2016 15:00 Uhr | Ducs d’Angers | 3:4 (2:1, 0:2, 1:1) Spielbericht | Nottingham Panthers | Odense Isstadion, Odense Zuschauer: 437 |

| 19. November 2016 19:00 Uhr | Odense Bulldogs | 2:1 (1:1, 0:0, 1:0) Spielbericht | HK Donbass Donezk | Odense Isstadion, Odense Zuschauer: 592 |

| 20. November 2016 12:00 Uhr | Nottingham Panthers | 1:3 (0:0, 0:1, 1:2) Spielbericht | HK Donbass Donezk | Odense Isstadion, Odense Zuschauer: 273 |

| 20. November 2016 16:00 Uhr | Ducs d’Angers | 2:3 (0:1, 2:1, 0:1) Spielbericht | Odense Bulldogs | Odense Isstadion, Odense Zuschauer: 615 |

| Pl. |                     | Sp | S | OTS | OTN | N | Tore  | Punkte |
| 1.  | Nottingham Panthers | 3  | 2 | 0   | 0   | 1 | 10:10 | 6      |
| 2.  | Odense Bulldogs     | 3  | 2 | 0   | 0   | 1 | 09:08 | 6      |
| 3.  | Ducs d’Angers       | 3  | 1 | 0   | 0   | 2 | 08:09 | 3      |
| 4.  | HK Donbass Donezk   | 3  | 1 | 0   | 0   | 2 | 06:06 | 3      |

### Gruppe E
| 18. November 2016 16:00 Uhr (MEZ) | HK Beibarys Atyrau | 4:1 (1:1, 1:0, 2:0) Spielbericht | HK Schachzjor Salihorsk | Ritten Arena, Ritten Zuschauer: 283 |

| 18. November 2016 20:00 Uhr | Ritten Sport | 4:3 (0:0, 1:0, 3:3) Spielbericht | GKS Tychy | Ritten Arena, Ritten Zuschauer: 1.502 |

| 19. November 2016 15:00 Uhr | HK Schachzjor Salihorsk | 2:0 (0:0, 1:0, 1:0) Spielbericht | GKS Tychy | Ritten Arena, Ritten Zuschauer: 350 |

| 19. November 2016 19:00 Uhr | Ritten Sport | 3:2 (0:0, 1:1, 2:1) Spielbericht | HK Beibarys Atyrau | Ritten Arena, Ritten Zuschauer: 1.300 |

| 20. November 2016 15:00 Uhr | GKS Tychy | 2:4 (0:1, 1:1, 1:2) Spielbericht | HK Beibarys Atyrau | Ritten Arena, Ritten Zuschauer: 300 |

| 20. November 2016 19:00 Uhr | HK Schachzjor Salihorsk | 1:3 (0:1, 1:1, 0:1) Spielbericht | Ritten Sport | Ritten Arena, Ritten Zuschauer: 1.400 |

| Pl. |                         | Sp | S | OTS | OTN | N | Tore  | Punkte |
| 1.  | Ritten Sport            | 3  | 3 | 0   | 0   | 0 | 10:06 | 9      |
| 2.  | HK Beibarys Atyrau      | 3  | 2 | 0   | 0   | 1 | 10:06 | 6      |
| 3.  | HK Schachzjor Salihorsk | 3  | 1 | 0   | 0   | 2 | 04:07 | 3      |
| 4.  | GKS Tychy               | 3  | 0 | 0   | 0   | 3 | 05:10 | 0      |

## Super Final
Das Finale der besten vier Mannschaften fand vom 13. bis 15. Januar 2017 in Ritten statt. Der Austragungsort war die dortige Ritten Arena, die bis zu 2.000 Zuschauer fasst.
| 13. Januar 2017 16:00 Uhr (Ortszeit) | Nottingham Panthers B. Moran (39:37) B. Moran (46:48) | 2:0 (0:0, 1:0, 1:0) Spielbericht | Odense Bulldogs | Ritten Arena, Ritten Zuschauer: 450 |

| 13. Januar 2017 20:00 Uhr | HK Beibarys Atyrau A. Wischnjakow (6:00) A. Schurun (53:32) | 2:3 n. P. (1:2, 0:0, 1:0, 0:0, 0:1) Spielbericht | Ritten Sport B. Cole (8:21) T. Spinell (17:39) V. Ahlström (PS) | Ritten Arena, Ritten Zuschauer: 1.081 |

| 14. Januar 2017 15:00 Uhr | Nottingham Panthers J. Williams (19:38) B. McGrattan (53:30) C. Lawrence (PS) | 3:2 n. P. (1:1, 0:0, 1:1, 0:0, 1:0) Spielbericht | HK Beibarys Atyrau D. Stepanow (16:51) D. Stepanow (54:49) | Ritten Arena, Ritten Zuschauer: 723 |

| 14. Januar 2017 19:00 Uhr | Ritten Sport D. Tudin (51:15) | 1:4 (0:1, 0:1, 1:2) Spielbericht | Odense Bulldogs H. Bach Nielsen (15:01) D. Mitchell (21:12) S. Strandberg (49:16) S. Strandberg (58:03) | Ritten Arena, Ritten Zuschauer: 1.735 |

| 15. Januar 2017 15:00 Uhr | Odense Bulldogs R. Sterner (0:48) M. Nielsen (34:36) | 2:3 n. V. (1:0, 1:1, 0:1, 0:1) Spielbericht | HK Beibarys Atyrau A. Ryschich (39:05) M. Korobow (59:46) A. Wischnjakow (64:35) | Ritten Arena, Ritten Zuschauer: 550 |

| 15. Januar 2017 19:00 Uhr | Ritten Sport M. Spinell (28:39) | 1:4 (0:1, 1:2, 0:1) Spielbericht | Nottingham Panthers M. Carter (3:53) C. Lawrence (20:24) R. Farmer (34:16) R. Farmer (59:23) | Ritten Arena, Ritten Zuschauer: 1.982 |

| Pl. |                     | Sp | S | OTS | OTN | N | Tore | Punkte |
| 1.  | Nottingham Panthers | 3  | 2 | 1   | 0   | 0 | 9:03 | 8      |
| 2.  | HK Beibarys Atyrau  | 3  | 0 | 1   | 2   | 0 | 7:08 | 4      |
| 3.  | Odense Bulldogs     | 3  | 1 | 0   | 1   | 1 | 6:06 | 4      |
| 4.  | Ritten Sport        | 3  | 0 | 1   | 0   | 2 | 5:10 | 2      |

## Auszeichnungen
Spielertrophäen
| Auszeichnung       | Spieler            | Team                |
| ------------------ | ------------------ | ------------------- |
| Bester Torhüter    | Miika Wiikman      | Nottingham Panthers |
| Bester Verteidiger | Dmitri Stepanow    | HK Beibarys Atyrau  |
| Bester Stürmer     | Albert Wischnjakow | HK Beibarys Atyrau  |

Die Auszeichnungen im Rahmen des Finalturniers erhielten Torwart Miika Wiikman vom Turniersieger Nottingham Panthers, der kasachische Verteidiger Dmitri Stepanow in Diensten des HK Beibarys Atyrau und sein Mannschaftskollege, der Stürmer Albert Wischnjakow.
Die Krone des Topscorers sicherten sich Brad Moran von den Nottingham Panthers sowie Albert Wischnjakow vom HK Beibarys Atyrau mit jeweils vier Scorerpunkten. Mit jeweils zwei Toren zeichneten sich neben Moran und Wischnjakow auch Robert Farmer, Chris Lawrence (beide Nottingham), Dmitri Stepanow (Atyrau) und Sebastian Strandberg (Odense) als beste Torschützen aus. Die meisten Vorlagen gaben Jason Williams von den Nottingham Panthers und Tony Romano von den Odense Bulldogs, die jeweils drei Tore auflegten. Die beste Fangquote unter den Torhütern wies Miika Wiikman vor, der 96,97 Prozent der Schüsse auf sein Tor parierte.

### IIHF-Continental-Cup-Sieger
| Continental-Cup-Sieger Nottingham Panthers | Torhüter: Jindřich Pacl, Miika Wiikman Verteidiger: Jeff Dimmen, Stephen Lee, Brian McGrattan, Andy Sertich, Dan Spang, Geoff Waugh Stürmer: Oliver Betteridge, Jeff Brown, Matt Carter, David Clarke, Robert Farmer, Robert Lachowicz, Chris Lawrence, Erik Lindhagen, Logan MacMillan, Brad Moran, Alex Nikiforuk, Stephen Schultz, Jason Williams Cheftrainer: Corey Neilson |